# Charlie Thomas

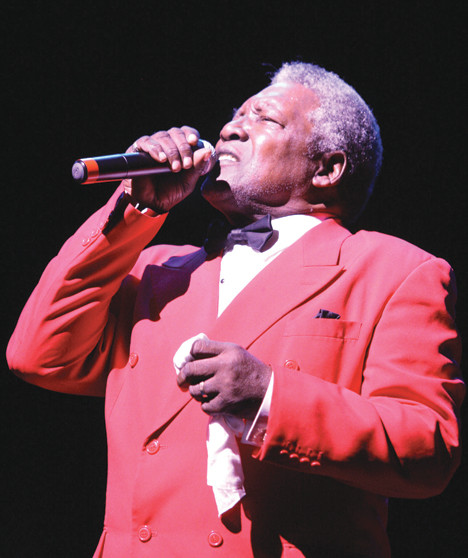
Charlie Thomas

Charles Nowlin Thomas (* 7. April 1937 in Lynchburg, Virginia, USA; † 31. Januar 2023 in Bowie, Maryland, USA) war ein US-amerikanischer Sänger, der vor allem für seine Arbeit mit The Drifters bekannt war. Thomas trat 1958 mit The Five Crowns im Apollo Theatre auf, als George Treadwell seine Gruppe namens The Drifters feuerte. Treadwell rekrutierte The Five Crowns als die neuen Drifters.
Die erste Veröffentlichung der neuen Drifters war 1959 der Hit There Goes My Baby. Charlie war Leadsänger bei zwei der 40 größten Hits der Gruppe, Sweets for My Sweet und When My Little Girl Is Smiling.
Charlie Thomas starb am 31. Januar 2023 im Alter von 85 Jahren an Leberkrebs.

## Auszeichnungen
Thomas wurde 1988 als Mitglied der Drifters in die Rock and Roll Hall of Fame aufgenommen und erhielt 1999 einen Pioneer Award von der Rhythm and Blues Foundation.